# Cofidis (wielerploeg)/1997
Deze pagina geeft een overzicht van de wielerploeg Cofidis in 1997.
| Naam                                        | Geboortedatum | Nationaliteit       | Ploeg 1996                 |
| ------------------------------------------- | ------------- | ------------------- | -------------------------- |
| Frankie Andreu                              | 26-09-1966    | Verenigde Staten    | Motorola                   |
| Lance Armstrong                             | 18-09-1971    | Verenigde Staten    | Motorola                   |
| Christophe Capelle                          | 15-08-1967    | Frankrijk           | Aubervilliers '93          |
| Laurent Desbiens                            | 16-09-1969    | Frankrijk           | GAN                        |
| Maurizio Fondriest                          | 15-01-1965    | Italië              | Roslotto-ZG Mobili         |
| Philippe Gaumont                            | 22-02-1973    | Frankrijk           | GAN                        |
| Stéphane Goubert                            | 13-03-1970    | Frankrijk           | Festina                    |
| Grzegorz Gwiazdowski (Stagiair vanaf 01-09) | 03-11-1974    | Polen               | -                          |
| Nicolas Jalabert                            | 13-04-1973    | Frankrijk           | Mutuelle de Seine-et-Marne |
| Bobby Julich                                | 18-11-1971    | Verenigde Staten    | Motorola                   |
| Kevin Livingston                            | 24-05-1973    | Verenigde Staten    | Motorola                   |
| Yvan Martin                                 | 20-01-1973    | Frankrijk           | Festina                    |
| David Millar                                | 04-01-1977    | Verenigd Koninkrijk | beloften                   |
| David Moncoutié                             | 30-04-1975    | Frankrijk           | beloften                   |
| Francis Moreau                              | 21-07-1965    | Frankrijk           | GAN                        |
| David Plaza                                 | 03-07-1970    | Spanje              | Festina                    |
| Samuel Plouhinec (Stagiair vanaf 01-09)     | 05-03-1976    | Frankrijk           | -                          |
| Christian Poos (Stagiair vanaf 01-09)       | 05-11-1977    | Luxemburg           | -                          |
| Christophe Rinero                           | 29-12-1973    | Frankrijk           | beloften                   |
| Tony Rominger                               | 27-03-1961    | Zwitserland         | Mapei-GB                   |
| Cyril Saugrain                              | 22-06-1973    | Frankrijk           | Aubervilliers '93          |
| Bruno Thibout                               | 08-05-1969    | Frankrijk           | Motorola                   |
| Arnaud Tournant                             | 05-04-1978    | Frankrijk           | beloften                   |
| Jim Van De Laer                             | 11-04-1968    | België              | TVM                        |

## Overwinningen
Ronde van Valencia
2e etappe: Maurizio Fondriest
Route Adelie
Nicolas Jalabert
GP Rennes
Nicolas Jalabert
Gent-Wevelgem
Philippe Gaumont
Vierdaagse van Duinkerke
3e etappe: Philippe Gaumont
Midi Libre
1e etappe: Laurent Desbiens
Route du Sud
2e etappe: Bobby Julich
3e etappe: Bobby Julich
Ronde van Frankrijk
11e etappe: Laurent Desbiens
Mi-Août en Bretonne
Cyril Saugrain
Mi-Août en Bretagne
Frankie Andreu
Tour de l'Ain
4e etappe: Kevin Livingston
5e etappe: Kevin Livingston
6e etappe: Bobby Julich
Eindklassement: Bobby Julich
Ronde van de Toekomst
Proloog: David Millar
Mannen: 1997 · 1998 · 1999 · 2000 · 2001 · 2002 · 2003 · 2004 · 2005 · 2006 · 2007 · 2008 · 2009 · 2010 · 2011 · 2012 · 2013 · 2014 · 2015 · 2016 · 2017 · 2018 · 2019 · 2020 · 2021 · 2022 · 2023 · 2024 · 2025
Vrouwen:2022 · 2023 · 2024 · 2025